# Nico Meyer
Pour les articles homonymes, voir Meyer.
Nico Meyer, né le 2 mars 1992, est un nageur sud-africain.

## Carrière
Aux Jeux africains de 2015 à Brazzaville, Nico Meyer obtient la médaille d'argent des relais 4 x 100 mètres quatre nages et 4 x 100 mètres quatre nages mixte ainsi que la médaille de bronze du 100 mètres papillon.